# Engelhard von Langheim
Engelhard von Langheim  (* vor 1140; † 1210 in Klosterlangheim) war ein deutscher mittellateinischer Kirchenschriftsteller, Zisterziensermönch, Prior von Kloster Langheim und Abt eines anderen (nicht bekannten) Klosters.

## Leben und Werk
Engelhard wurde an der Domschule von Bamberg erzogen und trat in das Zisterzienserkloster Langheim ein. Von 1189 bis 1200 war er Abt eines österreichischen Klosters, dann bis zu seinem Tod wieder Mönch im Kloster Langheim. Er war befreundet mit Abt Erbo II. von Kloster Prüfening (1168–1187), der seine mittellateinischen Schriften förderte.
Engelhard schrieb u. a. eine Vita der Mathilde von Andechs (auch: Mechtild von Dießen), sowie ein Mirakelbuch für die Nonnen des Klosters Wechterswinkel. Damit gehört er in eine Reihe mit anderen Autoren der monastischen Exempel-, Mirakel- und Visionsliteratur des Mittelalters wie Caesarius von Heisterbach, Konrad von Eberbach und Herbert von Clairvaux (Liber miraculorum et visionum).

## Werke
- History der heyligen Junckfrawen Mechtildis ([gestorben] 1160), aus dem Lateinischen übersetzt von Philipp Dobereiner (1535–1577), Dillingen 1574; Nachdruck hrsg. von Manfred Knedlik, Amsterdam 2002
- Hans D. Oppel, Die exemplarischen Mirakel des Engelhard von Langheim. Untersuchung und kommentierte Textausgabe (Teildruck), Diss. Würzburg 1976